# Archeget
Archeget(es) (altgriechisch archēgétēs „Anführer“, „Ahnherr“, „Gründer“) ist ein altgriechischer Funktionstitel oder Beiname von antiken Heroen (Helden), manchmal in der Bedeutung des „Stammvaters“ seines Volkes.
Im religiösen Zusammenhang wurde archēgétēs auch als Kultname (Epiklese) bei der Anrufung von Gottheiten benutzt, unter deren Schutz sich ganze Städte oder Völker befanden. Besonders der Gott Apollon wurde mit dem Beinamen ausgezeichnet als mythischer Gründer von antiken griechischen Städten und Kolonien, hier vor allem der Seleukiden. Diese Epiklese hat bei der Verwendung für den Hausgott der Seleukiden direkte politische Bedeutung. Doch auch andernorts, etwa in Kyrene, erfüllte er diesen Zweck. In Attika war der Beiname vor allem für Demenheroen in ihrer Rolle als Patron der Gemeinschaft in Gebrauch, bei den Nordwestgriechen und Pontos für thrakische Reiterheroen. In Athen gab es für Athene auch die weibliche Epiklese-Form der Archegetis. Neben Apollon wurde der Beiname vor allem für Herakles verwendet, der unter diesem Namen als Anführer der Dorer auftritt. Auch der Stadtgott Melkart bekam in seiner gräzisierten Form den Beinamen archēgétēs.
In der Bedeutung von Gründer oder Stammvater wird die Bezeichnung Archeget auch im übertragenen Sinne verwendet, zum Beispiel für den Begründer einer Wissenschaft oder den Schöpfer einer literarischen Gattung.